# Allessa
Pour les articles homonymes, voir Kaufmann.
Allessa, de son vrai nom Elke Kaufmann (née le 2 janvier 1979 à Graz) est une chanteuse autrichienne.

## Biographie
Elke Kaufmann grandit avec sa mère à Raaba. Elle commence des études en psychologie à l'université de Vienne en 2004.
Elle commence sa carrière musicale en 1998 dans le girl group C-Bra, fondé par elle, avec lequel elle a trois succès dans le classement autrichien. Après la dissolution de la formation, elle est devenue chanteuse du groupe pop Rapublic, avec des reprises de classiques italiens à deux reprises dans le top 10 en Autriche et avec Ti amo '98, elle est également disque d'or. Lorsque ce groupe se sépare également, Allessa s'installe en Espagne pendant un an, où elle travaille comme DJ et chanteuse. Après son retour en Autriche, elle tourne pendant plusieurs années en tant que chanteuse de groupes de reprises.
À l'été 2006, elle signe un contrat d'enregistrement avec Sony BMG Austria et commence à travailler sur son premier album solo, qui arrive sur le marché en juillet 2007 en Autriche et atteint le 42e place en Autriche. En février 2008, avec son single Der Himmel weint heute Nacht, elle a du succès en Allemagne et dans les Schlagerairplaycharts. En 2012, elle revient avec son deuxième album Allessa, qui a dépasse le succès du premier album et se hissé à la 19e place du classement autrichien. En 2015, Adrenalin est vingtième.
En décembre 2018, Allessa devient membre du projet caritatif Schlagerstars für Kinder et réenregistre la chanson Auf Einmal avec le groupe. L'initiative de Schlagerplanet Radio et de SOS Villages d'enfants collecte des fonds pour les enfants dans le besoin avec la chanson de Noël.

## Source de la traduction
- (de) Cet article est partiellement ou en totalité issu de l’article de Wikipédia en allemand intitulé « Allessa (Künstlerin) » (voir la liste des auteurs).